# Mimudea leucotypa
Mimudea leucotypa là một loài bướm đêm trong họ Crambidae.